# Kelleria gradata
Kelleria gradata is een eenoogkreeftjessoort uit de familie van de Kelleriidae. De wetenschappelijke naam van de soort is voor het eerst geldig gepubliceerd in 1967 door Stock.